# دولكر سلمان
دولكر سلمان؛ من مواليد 28 يوليو 1983/1986 وهو ممثل هندي ومغني بلاي باك ومنتج أفلام يعمل في الغالب في الأفلام المالايالامية بالإضافة إلى الأفلام التاميلية والتيلجو والهندية . تخرج بدرجة البكالوريوس في إدارة الأعمال من جامعة بوردو وعمل كمدير أعمال في دبي قبل أن يتابع مهنة التمثيل. حصل دولكر على العديد من الجوائز بما في ذلك أربع جوائز فيلم فير جنوب وجائزة ولاية كيرالا السينمائية .
بعد دورة تمثيل لمدة ثلاثة أشهر في استوديو التمثيل باري جون ، ظهر سلمان لأول مرة في التمثيل مع العرض الثاني Second Show في 2012 . لقد أثبت نفسه منذ ذلك الحين كممثل رائد في السينما الهندية مع العديد من الأفلام الناجحة نقديًا وتجاريًا بما في ذلك فندق  الأستاذ (2012)، ABCD (2013)، نيلاكاشام باتشاكادال تشوفانا بهومي(2013)، فاياي مودي بيسافوم (2014)، أيام بنغالور (2014). ) ، فيكراماديثيان (2014)، يا كدال كانماني (2015)، تشارلي (2015)، كالي (2016)، جومونتي سوفيشيشانجال (2017)، كاروان (2018) ، ماهاناتي (2018)، كوروب (2021) و سيتا رمام (2022).
لقد تم الاعتراف به في وسائل الإعلام باعتباره رمز من روموز  الموضة   وعشاق السيارات.  يمتلك العديد من مشاريع ريادة الأعمال ويعزز القضايا الاجتماعية المختلفة. وهو أيضًا مؤسس شركة إنتاج الأفلام أفلام المسافر. 

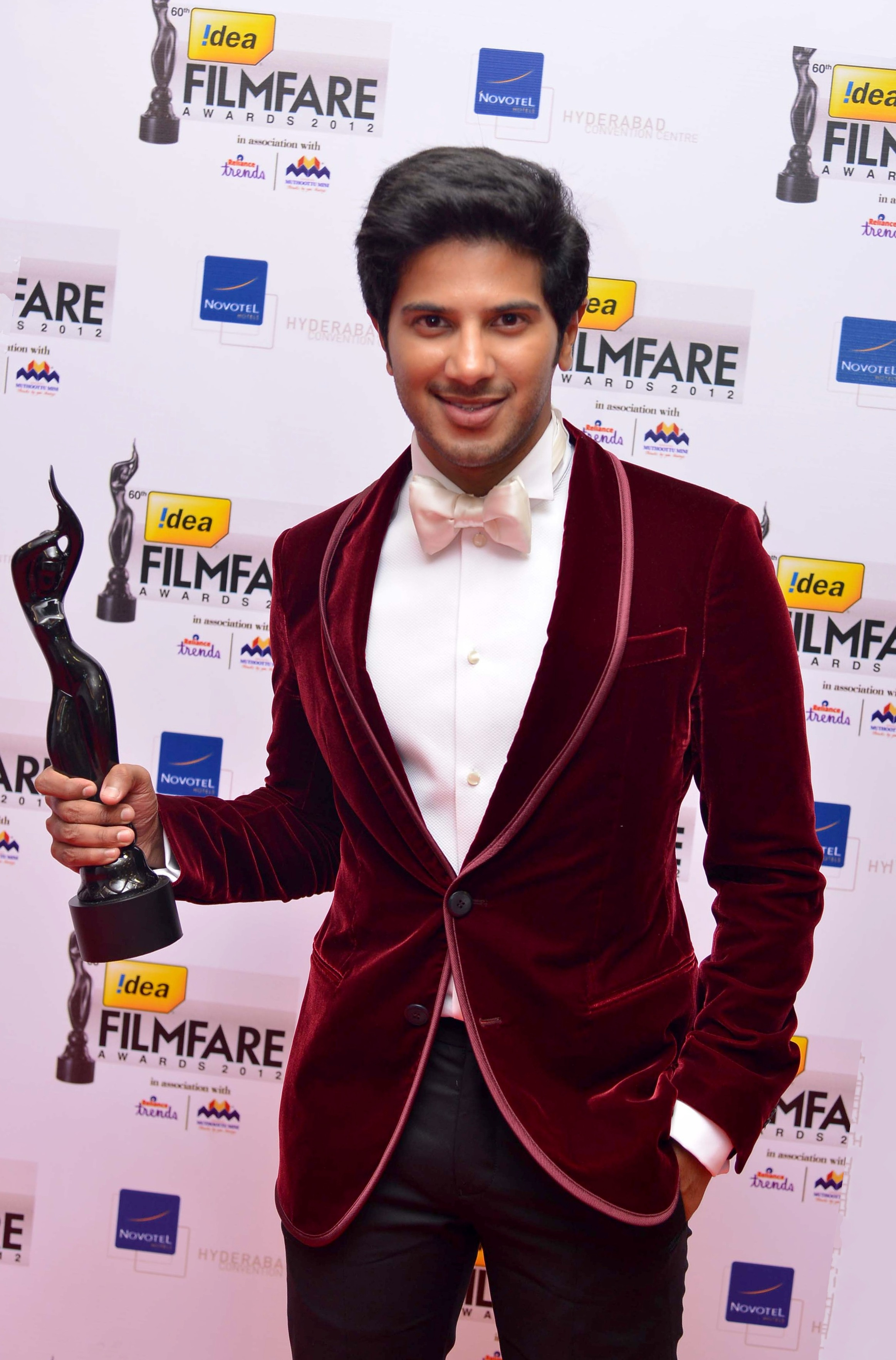
سلمان في حفل توزيع جوائز فيلم فير الستين الجنوب في عام 2013.

## روابط خارجية
- دولكر سلمان في قاعدة بيانات الأفلام على الإنترنت